# 坂口美津穂
坂口 美津穂（さかぐち みづほ、1965年 - ）は、日本の元タレント。1988年ミス・ユニバース日本代表。
夫は元プロ野球選手の星野伸之。

## 人物・来歴
徳島県出身。父親の仕事の関係から、幼少期をニューヨークで過ごした。
1987年10月16日、ミス・ユニバース日本大会で優勝し、ミス・ユニバース日本代表、および1988年の「ミス・ジャパン」となった。当時は21歳、神戸市の松蔭女子学院大学文学部4年、身長168センチメートル（cm）、体重50キログラム（kg）、スリーサイズは82-60-87 cm。
1988年5月に台湾・台北市の林口スタジアムで行われたミス・ユニバース1988世界大会に日本代表として出場し、第3位（ミス・ユニバースが第1位での総合順位第4位）となった。これは、ミス・ユニバース日本代表の、1980年代における唯一の入賞例である。
その後テレビ番組 『クイズ仕事人』（朝日放送）で初代アシスタントを務めるなど、芸能界での活動を開始した。
1989年12月16日、オリックス・ブレーブス投手の星野伸之と結婚し、芸能界を引退。専業主婦となった。
1999年（平成11年）からは、坂口の出場当時にはミス・ユニバース日本大会の放送者・運営者でもあった朝日放送・スカイAの番組審議委員を務める。
趣味は、旅行、ファッション、インテリア、観葉植物、フラダンス、料理など。
星野とのあいだには娘2人と息子1人があり、二女の芽生（めばえ）は女優・タレントとしてデビューしている。